# حقوق الجنين
تشير حقوق الجنين إلى التشريعات المرتبطة بحقوق الإنسان المتعلقة بالأجنة. وتشمل القوانين والموضوعات المرتبطة بحقوق الجنين الإجهاض والاعتداء.

## التاريخ
في العصور القديمة، كان الجنين محمياً أحياناً بقيود مفروضة على الإجهاض، فقد حمت بعض إصدارات قسم أبوقراط الجنين بتحريم المواد المُجهضة،  وكانت الآراء الفلسفية حول الجنين متأثرة حتى منتصف القرن التاسع عشر جزئياً بمفهوم أرسطو عن الأنسنة المؤخرة، والذي يشير إلى أن الأجنة البشرية تكتسب أرواحها بالتدريج فقط، وأن الجنين لا يُعتبر كائناً بشرياً بشكل كامل في المراحل المبكرة من الحمل.
بينما اعتبر الفيثاغورثيون حياة الجنين مكافئة في القيمة الأخلاقية لحياة الإنسان البالغ منذ لحظة الحمل، وقد شاركهم الرواقيون هذه الآراء، في المقابل لم يعترف قانون أثينا القديم بحق الجنين في الحياة قبل الاعتراف الشعائري بالطفل، ولكنه سمح رغم ذلك بتأجيل تنفيذ حكم الإعدام على النساء الحوامل حتى يضعن أطفالهن.
من جهة أخرى منح قانون الملكية في الامبراطورية الرومانية الجنين حقوقاً في الميراث تتساوى مع حقوق الأطفال المولودين قبل وفاة الموصى (عادةً الأب) طالما كان قد حُمل بالجنين أيضاً قبل ذلك ومن ثم وُلد حياً، ورغم أن الجنين لم يكن موضوعاً قانونياً في القانون الروماني، اعتُبر شخصاً مُحتملاً تُحفظ حقوقه في الملكية بعد الولادة.
وفي العصور الوسطى، ترافقت حقوق الجنين بشكل وثيق مع مفهوم نفخ الروح، وفي بعض الحالات كان يحق للجنين أيضاً أن يرث أو يكون ضمن ترتيب الخلافة، وفي الامبراطورية البيزنطية اعتُبر الجنين شخصاً طبيعياً ويحق له الميراث إلى جانب سلالات الأسياد والعبيد.

## حماية الجنين في القانون
تسعى بعض القوانين إلى حماية الجنين أو الاعتراف بحقوقه بطرق أخرى. وتعترف بعض القوانين بالجنين في ظل ظروف محددة: فمن الممكن أن يكون الجنين من الناحية القانونية ضحية لجريمة مثل قتل الجنين، أو مستفيدًا من تأمين أو مساعدة اجتماعية أو وريثًا لملكية خاصة.
- الاتفاقية الأمريكية لحقوق الإنسان هي معاهدة وقع عليها 24 بلدًا من أمريكا اللاتينية في عام 1969 وتنص على أن الإنسان يتمتع بحقوق منذ لحظة الحمل. وقد دخلت حيز النفاذ في عام 1978.
- قانون ضحايا العنف من الأجنة هو قانون أمريكي تم تقديمه للكونجرس عام 1999 والذي يعرف الاعتداء العنيف الذي يُرتكب ضد النساء الحوامل باعتباره جريمة ضد ضحيتين: المرأة والجنين الذي تحمله.[8] وقد تم تمرير هذا القانون عام 2004 بعد مقتل لاسي بيترسون والجنين الذي كانت تحمله.
- في عام 2002، أعلن الرئيس الأمريكي جورج دبليو بوش عن خطة لضمان تغطية نفقات الرعاية الصحية للأجنة ضمن برنامج الولاية للتأمين الصحي للأطفال (إس سي إتش آي بي).[9]

ينص القانون *الإيراني على أن أي شخص يتسبب في حدوث إجهاض يجب أن يدفع غرامة مالية تتفاوت حسب مرحلة نمو الجنين و/أو جنسه، وذلك على سبيل التعويض.

### حق الحياة والاعتبار الشخصي القانوني

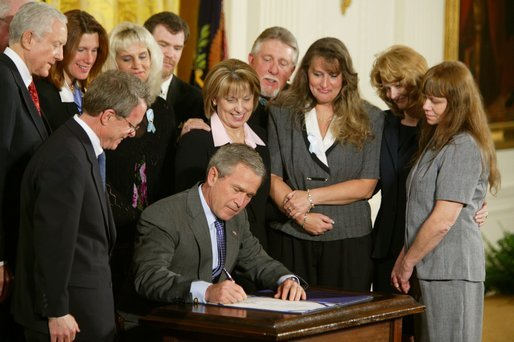
الرئيس الأمريكي جورج دبليو بوش يوقع قانون ضحايا العنف من الأجنة لعام 2004

تسعى التشريعات أحيانًا لإقرار حق الحياة للجنين منذ لحظة التخصيب. وتعتبر مثل هذه القوانين الجنين شخصًا يتساوى موقفه القانوني مع أي عضو آخر ينتمي للنوع البشري:
- تنص الاتفاقية الأمريكية لحقوق الإنسان لعام 1978، في المادة 4.1، على أن «لكل شخص الحق في احترام حياته. وهذا الحق محمي بموجب القانون، ويمنح له بصفة عامة منذ لحظة الحمل.» وتعتبر هذه الاتفاقية ملزمة فقط للبلدان التي صدقت عليها ويبلغ عددها 24 بلدًا من بين 35 بلدًا عضوًا في منظمة البلدان الأمريكية.
- في عام 1983، تمت إضافة التعديل الثامن لدستور أيرلندا، والمعروف أيضًا باسم «التعديل المناهض للإجهاض»، إلى دستور جمهورية أيرلندا من خلال استفتاء شعبي عام. ويقر هذا التعديل «حق الجنين في الحياة».
- في عام 1993، قررت المحكمة الدستورية الألمانية أن الدستور يكفل حق الحياة منذ الحمل، إلا أن تقرير عدم المعاقبة على الإجهاض خلال الثلث الأول من الحمل أمر متروك لتقدير البرلمان، شريطة موافقة السيدات على الخضوع لبرنامج إرشادي خاص معد للأثناء عن إنهاء الحمل و«حماية حياة الجنين».وجاء هذا القرار الوسطي كنتيجة لمحاولة ضم قانون الإجهاض الخاص بألمانيا الشرقية لقانون الإجهاض الخاص بألمانيا الغربية بعد اتحادهما في عام 1990.

وهناك حكومات أخرى لديها قوانين سارية تنص على أن الأجنة ليسوا أشخاصًا معترفًا بهم قانونيًا:
- في القانون الكندي، بموجب الفقرة 223 من قانون العقوبات الكندي، يعد الجنين «كائنًا حيًا... عندما يكتمل نموه وتدب فيه الحياة من جسم أمه، سواء تنفس بصورة كاملة أو أصبح له دورة دموية مستقلة أو تم قطع الحبل السري أم لا.»[11]

- وبموجب القانون الأوروبي، يُعتبر الجنين عموماً جزءاً رحمياً من الأم، وبالتالي تكون هي من تمتلك حقوقه، وارتأت المحكمة الأوروبية لحقوق الإنسان أن حق الحياة لا يشمل الأجنة بموجب المادة الثانية من الاتفاقية الأوروبية لحقوق الإنسان (ECHR)، وذلك باستثناء ثلاث دول من الاتحاد الأوروبي، هي أيرلندا، وهنغاريا وسلوفاكيا، والتي تمنح الجنين حقاً مشرعاً بالحياة، علماً أن المفوضية الأوربية عموماً لم تستبعد إمكانية تمتع الجنين ضمن ظروف محددة بحماية معينة بموجب الحكم الأول من المادة الثانية.[12]

ويستحضر النقاش القانوني حول حقوق الجنين أحياناً فكرة قابلية الجنين للحياة، والتي تحددها بشكل رئيسي سعة الرئتين، التي تتطور عادة بحلول الأسبوع الثالث والعشرين إلى الرابع والعشرين، ويُعتبر الأول الحد الأدنى لقابلية الجنين على الحياة عادةً، لأن التكنولوجيا قد تمكنت من تجاوز الحد الموضوع مسبقاً من خلال تطوير الرئة، لكن صُرّح بأن التكنولوجيا قد أتاحت اعتبار الجنين مريضاً مستقلاً عن الأم، وقد نوقشت فكرة أن تقنيات مثل تصوير الزمن الحقيقي بالأمواج فوق الصوتية، وأجهزة مراقبة قلب الجنين، وتنظير الجنين، بإمكانها تبيان ما إن كان الجنين حياً بوضوح، وبالتالي تُعتبر قاعدة ولادة الجنين حياً قديمة ومتعذرة التبرير.
تأتي معظم معارضات الإجهاض القانوني في الغرب بدافع الاهتمام بحقوق الجنين. وبالمثل، تعارض العديد من الجماعات المناصرة لحرية الإجهاض حقوق الجنين، حتى وإن لم يصطدموا بقضية الإجهاض بصورة مباشرة، لأنهم ينظرون إلى ذلك باعتباره إستراتيجية للتعامل مع وضع خطير متعلق بتقييد عمليات الإجهاض.

## التدخل السلوكي
إن العديد من المبادرات التي تخرج بدافع الاهتمام بتجنب الآثار السلبية التي قد يتعرض لها نمو الجنين أو صحته، تسعى إلى منع النساء أو أثنائهم عن الاشتراك في بعض السلوكيات أثناء الحمل. علاوة على ذلك، تم تمرير قوانين في بعض البلدان لتقييد ممارسة الإجهاض استنادًا إلى نوع الجنين.
- تحذر العديد من دوائر الاختصاص القانونية بشدة من تناول النساء الحوامل للمشروبات الكحولية، وتوصي بوضع حد أقصى للجرعة التي يجب تناولها أو الامتناع التام عن شرب المسكرات نظرًا لما يقترن بها من إصابة بمتلازمة الجنين الكحولي. ومن بين البلدان التي تشجع النساء الحوامل على تجنب تناول الكحوليات سواءً كليًا أو جزئيًا أستراليا وكندا وفرنسا وآيسلندا وإسرائيل وهولندا والنرويج ونيوزيلندا وإسبانيا والمملكة المتحدة والولايات المتحدة.
- توصي الكثير من الهيئات الوطنية والدولية ببعض الإرشادات الغذائية للنساء الحوامل نظرًا للمخاطر الصحية التي يشكلها تناول الأسماك الملوثة بميثيل الزئبق من خلال التلوث الصناعي. وقد ربطت الدراسات بين التعرض لمستويات مختلفة من ميثيل الزئبق في الرحم وإصابة الأطفال باضطرابات عصبية.
- يرتبط استخدام منتجات التبغ أو التعرض للتدخين السلبي أثناء الحمل بـانخفاض الوزن عند الولادة.[16] وقد نظر مايك هاكابي حاكم ولاية أركنساس في أمر حظر التدخين بالنسبة للنساء الحوامل في عام 2006 بهدف خفض معدل وفيات الرضع، مستشهدًا بدراسات تعزو نسبة 10% من وفيات الرضع إلى تدخين الأمهات للتبغ.[17]
  - انظر أيضًا: التدخين والحمل
- لم تسن أية ولاية أمريكية قانونًا يجرم سلوكًا محددًا أثناء الحمل، إلا أنه وفقًا للتقديرات، تعرضت 200 سيدة أمريكية على الأقل للمحاكمة الجنائية أو تم القبض عليهن بموجب قوانين إساءة معاملة الأطفال بزعم تسببهن في إلحاق الأذى بالأجنة قبل الولادة من خلال سلوكياتهن أثناء الحمل.[18] وتتضمن أسباب توجيه الاتهامات لهؤلاء الأمهات تعاطي المخدرات غير المشروعة أو تعاطي الكحوليات أو عدم الامتثال لأوامر الطبيب فيما يتعلق بالراحة في الفراش أو الولادة القيصرية.[18] وقد تم اتهام مدمنات المخدرات بـ«إمداد قاصر بمواد مخدرة» من خلال الإخضاع غير المتعمد للمواد الكيميائية عبر الحبل السري.[18] في حين تم اتهام أخريات بالاعتداء باستخدام سلاح قاتل حيث يكون «السلاح القاتل» المعني هو المخدر غير المشروع.[18] وتسمح ولايات مينيسوتا وويسكونسن وداكوتا الجنوبية بإيداع النساء اللاتي يواصلن تعاطي المخدرات أثناء الحمل في مستشفى للأمراض العقلية.[18] وتطلب بعض الولايات من مقدمي الخدمات الطبية إبلاغ السلطات المعنية برعاية الطفل عن أي رضيع يولد بأعراض الإدمان أو تكون نتائج اختباراته إيجابية فيما يتعلق ببقايا آثار الكحول أو المخدرات.
- لقد أدت التفضيلات الثقافية للأطفال الذكور في بعض مناطق آسيا مثل بر الصين الرئيسي والهند وكوريا الجنوبية وتايوان إلى الإجهاض الانتقائي حسب جنس الجنين للأجنة الإناث، مما أدى إلى تفاوت معدلات مواليد الذكور إلى الإناث والذي أصبح ملحوظًا في بعض الأماكن. كما أن الهند قد حظرت ممارسة الإجهاض لأسباب تتعلق بجنس الجنين في عام 1994.[19]

### أمثلة لبعض الحالات
- أدينت جينفر جونسون من مقاطعة سيمينول، فلوريدا بموجب قانون الاتجار بالمخدرات في عام 1989. وزُعم أنها من خلال تعاطيها للكوكايين أثناء فترة الحمل تكون قد أعطت مواد محظورة لـقاصر عبر الحبل السري. وقد حُكم عليها بقضاء عام في برنامج للعلاج من المخدرات والوضع تحت المراقبة لمدة 14 عامًا وقضاء 200 ساعة في خدمة المجتمع. استأنفت جونسون الدعوى وأسقطت محكمة فلوريدا العليا الحكم بإدانتها في عام 1992.[20]
- كورنيليا ويتنر من سنترال، ساوث كارولينا اعترفت بذنبها في عام 1992 في تهمة إهمال الطفل التي وجهت إليها بعد اكتشاف أنها تعاطت الكوكايين أثناء الحمل. وبعد أن حُكم عليها بالسجن لمدة 8 سنوات، قدمت التماسًا لمحكمة الاستئناف بعدها بـ 16 شهرًا، مدعية أنها قد تلقت مشورة قانونية غير فعالة لأن محاميها لم يعلمها بأن التهم التي وجهت لها قد تكون غير واجبة التطبيق إذا ما أخذ في الاعتبار الوضع القانوني للجنين. إلا أنه في عام 1997، في القضية المرفوعة من ويتنر ضد ساوث كارولينا، أيدت محكمة ساوث كارولينا العليا ادعاءها ضد ويتنر.[21][22][23]
- سيدة من وينيبيغ، مانيتوبا كانت تعاني من إدمان استنشاقي في عام 1996. وكان لديها ثلاثة أطفال قبل ذلك، وعندما أصبحت حاملاً للمرة الرابعة، سعت خدمات الأسرة والطفل بوينيبيغ لاستصدار حكم قضائي يسمح بإيداعها بمؤسسة لإعادة التأهيل من المخدرات للمدة المتبقية من حملها. وافق القاضي على ضرورة احتجاز هذه السيدة. إلا أن محكمة استئناف مانيتوبا أسقطت هذا الحكم.[24]
- حاولت بريندا دراموند، 29 عامًا، من كارلتون بلاس، أونتاريو أن تجهض جنينها في الشهر التاسع من الحمل في 28 مايو 1996 من خلال إطلاق رصاصة من مسدس داخل مهبلها وإصابة الجنين في الرأس. وقد أُسقطت عنها تهمة الشروع في القتل نظرًا لأن تعريف «الإنسان» الوارد قانون العقوبات الكندي لا يتضمن الأجنة. ثم حُكم عليها بعد ذلك بالوضع تحت المراقبة لمدة 30 شهرًا «لإخفاقها في توفير أساسيات الحياة» حيث أنها لم تبلغ عن إصابة ابنها بعد ولادته مباشرة.[25][26]
- اتُهمت ميليسا آن رولاند من سولت ليك، يوتا بالقتل في عام 2004 بعد رفضها الخضوع لعملية ولادة قيصرية مما أسفر عن إملاص أحد طفليها التوأمين (أو ولادته ميتًا).[27] ثم حُكم عليها بعد ذلك بالوضع تحت المراقبة لمدة 18 شهرًا نتيجة توجيه اتهام ثانوي لها بـتعريض الطفل للخطر.[28]
- طلب الحاكم جب بوش تعيين وصي قانوني لحماية جنين لضحية اغتصاب معاقة النمو في عام 2003. وقد تعرضت هذه السيدة للاغتصاب أثناء إقامتها في مسكن مشترك في أورلاندو، فلوريدا، ولكنها لم تستطع مساعدة الشرطة في التعرف على الجاني.[29] وقد وضعت طفلها في سبتمبر من عام 2003.[30]